# Lobeira (kommun)
Lobeira är en kommun i Spanien. Den ligger i provinsen Ourense i den autonoma regionen Galicien i nordvästra delen av landet, 400 km nordväst om huvudstaden Madrid. Antalet invånare är 718 (2024). Arean är 68,89 kvadratkilometer.